# چیریان
چیریان یا چریان روستایی در دهستان کرارج بخش مرکزی شهرستان اصفهان استان اصفهان ایران است.

## جمعیت
بر پایه سرشماری عمومی نفوس و مسکن در سال ۱۳۹۵ جمعیت این روستا ۲٬۲۷۲ نفر (۶۹۹خانوار) بوده‌است.